# Публий Валерий Потит Публикола
Публий Валерий Потит Публикола (лат. Publius Valerius Potitus Poplicola) — древнеримский политический деятель.
Потит происходил из старинного патрицианского рода Валериев. Его отцом был двукратный консул и пятикратный военный трибун с консульской властью Луций Валерий Потит. Сам Публикола был военным трибуном с консульской властью шесть раз — в 386, 384, 380, 377, 370 и 367 годах до н. э. В первый трибунат он одержал победу над этрусками, а в четвертый — над вольсками и эквами. О его потомках ничего неизвестно.